# NRP Foca (1917)
Pour les autres navires du même nom, voir Foca (sous-marin).
Le NRP Foca (« phoque » en portugais) est un sous-marin de classe Foca lancé par la marine portugaise en 1917.

## Engagements
Le navire a été commandé à La Spezia, où la quille a été posée en 1915. Le navire a été lancé le 18 avril 1917, après son adoption par la Commission, le 14 avril. Le navire a été retiré de la liste de la flotte en 1935.